# معضل خودکانونی
معضل خودکانونی عبارتی است که توسط رالف بارتون پری در مقاله‌ای در نشریهٔ فلسفه در سال ۱۹۱۰ نشان زده شد. این معضل به مشکلی اشاره می‌کند که در نگاه به واقعیت حقیقتی خارج از فرضیات خودمان داریم. تمام اطلاعات جهان شکلی از ارائه‌های ذهنی می گیردند که ذهن ما آنان را به شکل‌های متفاوت بررسی می‌کند. تماس مستقیم با واقعیت نمی‌تواند خارج از اذهان ما رخ دهد.